# Директивна терапија
Директивна терапија је свака врста терапије која се заснива на директном утицају на личност клијента психолошким путем с циљем да уклони неке симптоме, навике и обрасце понашања. Карактерише је зависност од терапије и дуже трајање.